# 中龙飞机拆解基地
中龙飞机拆解基地，也称中国飞机循环再制造基地，位于哈尔滨临空经济区，鄰近哈爾濱太平國際機場，占地面积三十万平方米，于2018年6月8日正式投产运营，是中国大陆的首家飞机拆解基地，年拆解能力20架飞机。原来报废後需至美国的飞机可以在此基地进行拆解。基地也可进行整机的维护及翻新。

## 历史
2014年12月3日，中国飞机租赁与哈尔滨市政府签订备忘录。
2018年5月8日，公司与母公司中国飞机租赁合作完成了一架 A321 客机的退租、出口和转租。
2018年6月8日，拆解基地正式投产运营。
2018年9月，因公司业务只涉及中国国内飞机，中国飞机租赁集团又合资成立了中龙欧飞飞机维修工程有限公司以扩展扩及市场。
现在公司的拆解工业部分、技术人员、和资质都转到了中龙欧飞，公司仅保留着老旧飞机买卖、租赁的核心资产飞机管理业务。

## 命名
在公司厂房上悬挂的名称为中国飞机循环再制造基地，而因为其中出现了“中国”的字样，所以改为“中龙飞机拆解基地有限公司”进行注册。